# Grazalema
Grazalema ist ein Ort im Nordosten der Provinz Cádiz (Andalusien/Spanien) am Fuß der Berge der Sierra del Pinar.
Traditionell waren Landwirtschaft (u. a. Schafzucht, Korkeichen) und Handwerk (u. a. Weberei, Tischlerei) die Lebensgrundlage der Grazalemeños, wie die Bewohner genannt werden. Heute sind die landwirtschaftlichen Nutzflächen teilweise stark eingeschränkt, da der Ort inmitten des Naturparks Sierra de Grazalema liegt. Die umliegenden Sierras (spanisch: Bergketten) sind beliebte Ziele für Wanderer und Kletterer, für letztere ist insbesondere der Peñón Grande interessant. Für viele Bewohner wurde somit der Tourismus eine wesentliche Einnahmequelle.

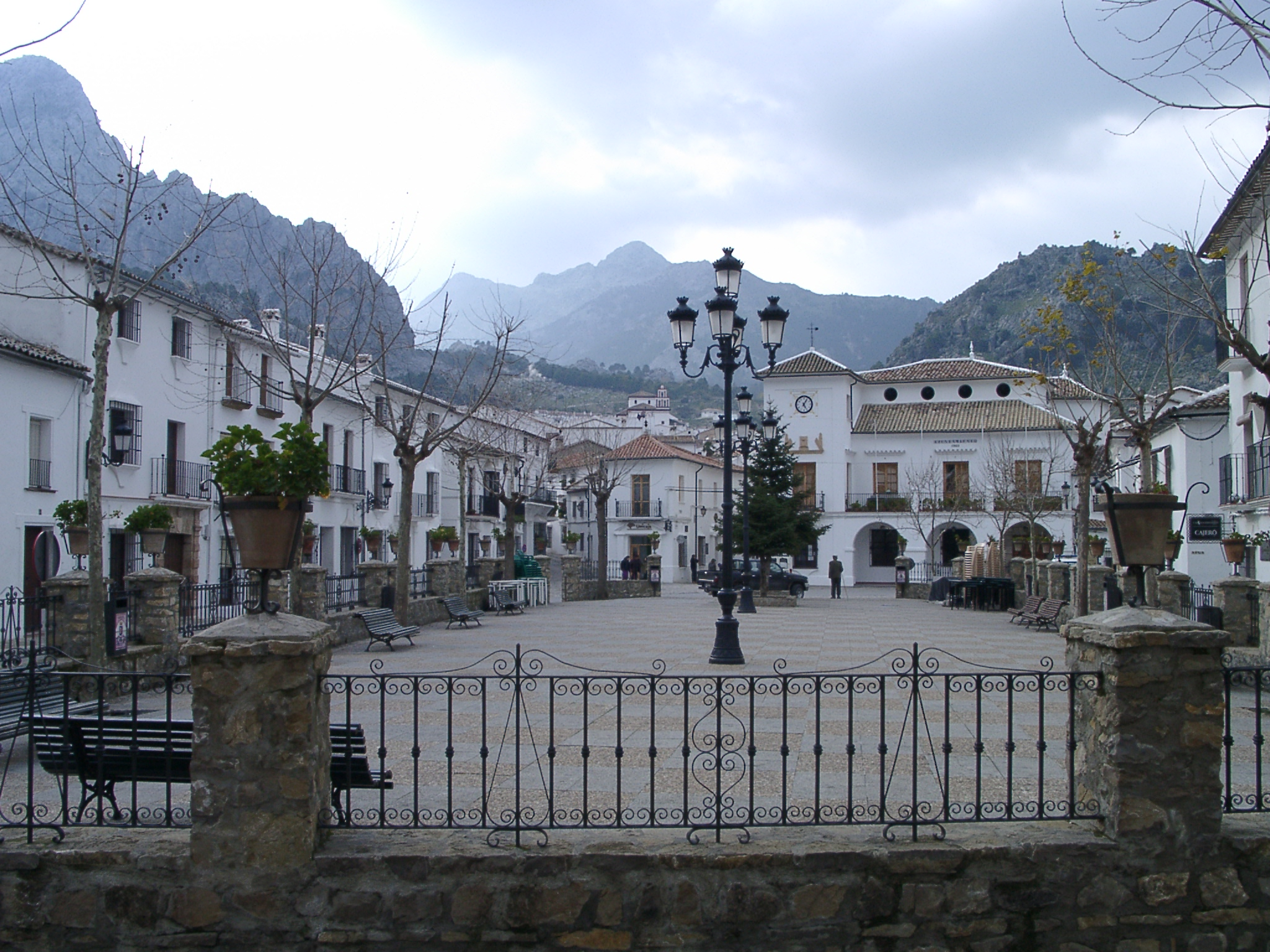
Plaza de España, der Hauptplatz Grazalemas:

Der Ursprung Grazalemas geht auf eine römische Ansiedlung zurück. In den Jahrhunderten der maurischen Herrschaft auf der iberischen Halbinsel wurde der Ort weiter ausgebaut. Erst 1485, nur sieben Jahre vor dem endgültigen Ende des maurischen Al-Andalus, wurde es im Zuge der Reconquista von den katholischen Spaniern erobert. Im 17. Jahrhundert wurde die barocke Kirche Iglesia Parroquial errichtet.
Grazalema ist eines der „weißen Dörfer“ Andalusiens, einer Reihe von Dörfern und Kleinstädten, die, meist auf phönizische und römische Siedlungen zurückgehend, von den Mauren ausgebaut wurden. Typisch dafür sind die weiß gestrichenen Häuser und engen verwinkelten Gassen, wie sie auch in Nordafrika zu finden sind. 
Eine bemerkenswerte Besonderheit ist das Klima des Ortes. Grazalema weist mit 2132 l/m² die höchste jährliche Niederschlagsmenge Spaniens auf und selbst wenige Kilometer entfernte Nachbarorte erreichen nur knapp ein Viertel dieser Menge.